# Витрина DC: Джона Хекс
Витрина DC: Джона Хекс — короткометражный мультипликационный фильм, основанный на комиксах DC Comics о Джоне Хексе. Является вторым из серии «Витрина DC». Фильм вышел 27 июля 2010 года как бонус к фильму «Бэтмен: Под красным колпаком».

## Сюжет
Дикий Запад. Пьяный преступник Ред Док оказывается в салуне и требует ещё выпивки. Хозяйка салуна мадам Лоррейн приглашает его к себе, где убивает, а её сподручные избавляются от тела.
На следующий день Джона Хекс, идущий по следу Дока, оказывается в городе, где узнаёт от официантки, что Лоррейн знает, где найти преступника. Джона специально сорит деньгами, чтобы привлечь внимание хозяйки. Оказавшись в её комнате, он интересуется Доком и, уклоняясь от выстрела, вырубает мадам. Затем он расправился с её подручными и пристрелил бармена, также пытавшегося застрелить Хекса. Толпе Джона сказал, что все напитки за счёт заведения.
Джона заставляет очнувшуюся Лоррейн показать место, где спрятано тело Дока. Она отвозит его к заброшенным шахтам, в одной из которых находится много трупов. Спустившись вниз, Лоррейн пытается снова убить Хекса, но тот отправляет её в нокаут. Забрав тело преступника, Джона оставляет женщину в шахте со словами:

Ты не одна. Ты в тёплой компании, в которой со всеми знакома. 

## Роли озвучивали
- Джона Хекс — Томас Джейн
- мадам Лоррейн — Линда Хэмилтон
- бармен — Джейсон Мэрсден[англ.]
- Рэд Док — Майкл Рукер
- официантка — Мишель Трахтенберг

## Музыка
7 композиций вошли в саундтрек «Витрина DC: Супермен/Шазам! – Возвращение Чёрного Адама» вместе с остальными короткометражными мультфильмами DC.

## Номинации
В 2011 фильм был номинирован на премию «Золотая бобина» в категории «Лучший звуковой монтаж мультфильмов, выпущенных сразу на видео».